# Anne Breitreiner
Anne Breitreiner (ur. 7 września 1984 w Haag) – niemiecka koszykarka grająca na pozycji swingman.
Zawodniczka polskich klubów Tauron Basket Ligi Kobiet – Lotosu Gdynia (2007/2008) i KSSSE AZS PWSZ Gorzów Wielkopolski (2008/2009).